# ザンビアの鉄道

路線図

ザンビアの鉄道では、ザンビアにおける鉄道について記す。

## 事業者
- タンザン鉄道 (TAZARA Railway)
- ザンビア鉄道（英語版）

## 隣接国との鉄道接続状況
- コンゴ民主共和国 - （ンドラ - サカニア（英語版）） - 同じ狭軌を採用1,067 mm
- タンザニア - （カサマ - ムベヤ） - 同じ狭軌を採用1,067 mm
- マラウイ - 建設中（チパタ(Chipata) - ムチンジ(Mchinji）
- モザンビーク - 接続なし
- ジンバブエ - （リヴィングストン - ブラワヨ） - ヴィクトリアフォールズ橋で接続、同じ狭軌を採用1,067 mm
- ナミビア - 接続なし
- アンゴラ - 接続なし
- ボツワナ - 接続なし